# 산이시드로 맥도날드 학살 사건
산이시드로 맥도날드 학살 사건(San Ysidro McDonald's massacre)은 1984년 7월 18일 캘리포니아주 샌디에고 인근 산이시드로에 있는 맥도날드 식당에서 발생한 대량 살인 사건이다. 범인인 제임스 휴버티(41세)는 21명을 사살하고, 19명이 부상을 입었고, 처음 총격을 가한 지 약 77분 만에 경찰 저격수의 총에 맞아 사망했다.
당시 학살은 미국 역사상 고독한 총격 사건 중 가장 치명적인 대량 학살이었으며, 7년 후 루비의 총격 사건을 넘어섰다. 이는 캘리포니아 역사상 가장 치명적인 총격 사건으로 남아있다.

## 같이 보기
- 대량 살인
- 연속살인
- 자살성 사고